# Fédération québécoise des sports cyclistes
La Fédération québécoise des sports cyclistes (FQSC) est un organisme sans but lucratif voué à la régie et la promotion des sports cyclistes au Québec.
La fédération est l'entité québécoise reconnue par l'Association cycliste canadienne (ACC) de par l'Union cycliste internationale (UCI).
La FQSC organise les disciplines cyclistes au Québec. Ces disciplines sont : le BMX, le vélo tout-terrain (vélo de montagne), le cyclo-cross, le cyclisme sur piste et cyclisme sur route.

## Fonctions de la fédération
- Régir la pratique des sports cyclistes au Québec
- Promouvoir les sports cyclistes au Québec
- Offrir des services aux associations régionales, aux clubs et individus affiliés
- Promouvoir la pratique sécuritaire des sports cyclistes et du respect de l'esprit sportif
- Représenter ses membres auprès des instances québécoises, canadiennes et internationales du cyclisme et sur le plan omnisport
- Défendre et protéger les droits de ses membres
- Favoriser le plein épanouissement des pratiquants des sports cyclistes

## Historique
La Fédération québécoise des sports cyclistes a un historique riche dont voici quelques pages :
- Durant les années 1960 : à cette époque, l’organisme qui régissait le cyclisme au Québec s'appelait L'Union cycliste nationale et ses lettres patentes dataient du 17 juin 1960.

- 7 juillet 1970 : l’Union cycliste nationale change de nom et devient l’Union cycliste du Québec.

- 9 février 1971 : constitution légale de la Fédération cycliste du Québec (FCQ).

- 25 janvier 1979 : modification des lettres patentes de la fédération pour y ajouter les objets suivants :

1. de façon générale, promouvoir par le développement de l’activité physique, l’éducation et l’ensemble de la collectivité québécoise de façon à assurer un meilleur épanouissement physique, intellectuel et moral ;
2. à cette fin, recevoir et solliciter des dons, des legs et autres contributions de même nature en argent, en valeur mobilière ou immobilière, administrer tels dons, legs, contributions et organiser des campagnes de souscription ;
3. les objets ci-dessous mentionnés ne permettent cependant pas aux souscripteurs ou à leurs ayants droit de recouvrer ou de bénéficier sous quelque forme que ce soit de l’argent qu’ils versent à la corporation.

- 29 janvier 1985 : la Fédération cycliste du Québec (FCQ) devient la Fédération québécoise des sports cyclistes (FQSC) et inclut désormais la pratique du vélocross (aujourd’hui connu sous le nom de BMX) parmi les sports cyclistes dont elle assure la régie.

- 15 août 1990 : l’Association québécoise de vélo de montagne (AQVM), légalement constituée le 8 janvier 1985, cesse ses activités et est fusionnée au sein de la FQSC.

- 6 novembre 2010 : approbation de modifications aux lettres patentes lors de l'Assemblée générale annuelle. Les objets de la corporation se lisent désormais comme suit :

1. promouvoir le développement du sport cycliste sous toutes ses formes dans la province de Québec ;
2. regrouper les associations régionales, les clubs, les individus et les autres organismes intéressés aux sports cyclistes au Québec ;
3. de façon générale, promouvoir par le développement de l’activité physique et de saines habitudes de vie l’éducation de la collectivité québécoise de façon à lui assurer un meilleur épanouissement physique, intellectuel et moral.